# Lophoziopsis
Lophoziopsis là một chi rêu trong họ Jungermanniaceae.